# Възнесение Господне (Свето Митрани)
„Свето Възнесение Господне/Христово“ или „Свети Спас“ (на македонска литературна норма: „Свето Вознесение“, „Свети Спас“) е възрожденска православна църква в крушевското село Свето Митрани, Северна Македония. Църквата е под управлението на Крушевско-Демирхисарската епархия на Македонската православна църква.
Църквата е разположена в центъра на селото. Изградена е върху основите на по-стара църква (вероятно „Света Марина“) и осветена в 1856 година от митрополит Венедикт Византийски. Представлява еднокорабна сграда, с полукръгла апсида на източната страна, разделена с пет слепи ниши. Изписана е в XIX век от страна непознат зограф, като сигнатурите на фреските са на гръцки език.